# Eliza Buceschi
Eliza Iulia Buceschi (Nagybánya, 1993. augusztus 1.–) román válogatott kézilabdázó, átlövő-irányító, a Rapid București játékosa.

## Pályafutása

### Klubcsapatokban
Eliza Buceschi 2005-ben a HCM Baia Mare csapatában kezdte pályafutását. A 2011-12-es szezonban 100 gólt szerezve lett a bajnokság gólkirálya. Ezt követően az Oltchim Râmnicu Vâlcea igazolta le, de kölcsönben egy szezont maradt még a nagybányai csapatban. Végül a Baia Mare visszavásárolta a Vâlceától, Buceschi pedig 2013-ban, 2014-ben és 2015-ben Román Kupát nyert a csapattal, 2014-ben pedig bajnoki címet is szerzett. 2015 nyarán a német Thüringer HC csapatában folytatta pályafutását. Itt is bajnoki címet nyert, majd 2016 nyarán a dán Midtjylland Håndboldhoz szerződött. Egy szezont töltött itt, majd hazaigazolt a HC Dunărea Brăila, majd újabb egy szezont követően a Corona Brașov csapatához. 2019-ben tiltott intravénás lézerkezelésben részesült, amiért 2020 júniusában a román Nemzeti Doppingellenes Ügynökség 16 hónapos eltiltással büntette.

### A válogatottban
2011-ben mutatkozott be a román válogatottban. A 2015-ös világbajnokságon bronzérmes lett a csapattal,  részt vett a 2016-os olimpián.

## Család
Szülei, Costică Buceschi és Carmen Buceschi szintén profi kézilabdázók voltak.

## Sikerei, díjai
- Román bajnok: 2014
- Román kupagyőztes: 2013, 2014, 2015
- Román Szuperkupa-győztes: 2013, 2014
- Német bajnok: 2016
- Az év fiatal játékosa Romániában: 2011[11]
- HCM Baia Mare, az év játékosa: 2011[12]
- A Bajnokok Ligája legjobb fiatal játékosa: 2015[13]
- Az év fiatal balátlövője a Handball-Planet.com szavazásán: 2014-15[14]